# Obake no Q-tarō
Obake no Q-tarō (jap.: オバケのQ太郎) von Fujiko Fujio ist ein japanischer Manga über einen Obake namens Q-Taro, der bei der Familie Ōhara lebt. Die Serie erschien ab 1964 in Japan und wurde seit 1965 mehrmals als Anime-Fernsehserie umgesetzt. Diese wurden international auch als Q-Taro the Ghost bekannt.

## Inhalt
Der Schuljunge Shōta Ōhara findet ein Ei, aus dem der Geist Q-Taro schlüpft. Der zieht nun, auch Q-chan oder Oba-Q genannt, bei der Familie Ōhara ein, bringt deren Leben durcheinander und ist Shōta ein Spielgefährte. Q-Taro ist ein Unfugmacher, der gerne herumfliegt, um Menschen zu erschrecken und Essen zu stehlen, obwohl er Todesangst vor Hunden hat. Er bringt auch all seine Freunde mit, die ihn regelmäßig besuchen: General Godzilla, der reiche Kizao, der Professor sowie der amerikanische Geist Doronpa.

## Veröffentlichung
Der Manga erschien von Februar 1964 bis 1973 im Magazin Shōnen Sunday bei Shogakukan, später parallel auch in den Magazinen CoroCoro Comic und Bessatsu Shōnen Sunday. Die Kapitel erschienen auch gesammelt in sechs Bänden. Eine englische Übersetzung erschien in Japan als Q the Spook.

## Animeserien
Zum Manga wurden drei Anime-Serien produziert. Die erste Anime-Adaption von Obake no Q-tarō entstand bei Tokyo Movie Shinsha mit Sponsoren, die Spielzeuge zum Manga verkauften und die Verkäufe mit der Popularität einer Fernsehserie ankurbeln wollten. Die 97 Folgen zu je 25 Minuten wurden unter der Regie von Eiji Okabe produziert. Die Musik komponierte Hiroshi Tsutsui. Da das Studio noch jung war – nach Big X war dies die zweite Produktion – und das Management unerfahren, nutzten dies einige Animatoren aus, wählten sich die einfachsten Arbeiten selbst oder verteilten Teile einer Zeichnung auf mehrere Cels, um mit ihrem Lohn nach Cels mehr Geld zu bekommen. Das führte dazu, dass die Serie statt wie üblich etwa 6.000 Cels pro Folge auf über 10.000 Cels kam. Die Schwarzweiß-Serie wurde von TBS von 1965 bis 1968 gezeigt.
1971 wurde vom gleichen Studio ein Remake in Farbe gedreht, nun mit Regisseur Tadao Nagahama. Die künstlerische Leitung lag bei Shichirō Kobayashi, die Animationsarbeiten leitete Yoshio Kabashima und als Produzent war Kensuke Fuji verantwortlich. Für den Schnitt war Hiroko Koshino zuständig. Die Musik komponierte Naozumi Yamamoto. Das Vorspannlied ist Obake no Q-Taro von Junko Hori und New Royal, für den Abspann verwendete man Oba Q Ekaki Uta von The Green Peas. Die zweite Serie lief von 1971 bis 1972 bei Nippon TV.
Eine dritte Serie entstand 1985 unter der Regie von Shinichi Suzuki bei Shin-Ei Animation. Sie sollte die Figur aus der Nachkriegszeit modernisieren und einer neuen Generation zugänglich machen. Die künstlerische Leitung hatte Ken Tokushige inne und Keisuke Morishita leitete die Animationsarbeiten. Die Produzenten waren Junichi Kimura und Yoshiaki Koizumi. Die Musik komponierte Shunsuke Kikuchi und die beiden Vorspannlieder sind Otona ni Nanka ni Naranai yo und Boku wa Oba Q Nonki na Obake, beide von Fusako Amachi. Die Abspanne wurden unterlegt mit den Liedern Believe Me von Yoshimi Hamada und A I U E Oba Q von Fusako Amachi. Die Serie lief von 1985 bis 1987 bei TV Asahi. Der hawaiianische Sender KIKU ließ einige Folgen untertiteln und zeigte sie in einigen Regionen mit japanischer Bevölkerung.
Parallel zur dritten Fernsehserie kamen auch zwei Kurzfilme heraus:
- 1986: Obake no Q-Taro: Tobidase! Bake Bake Daisakusen (オバケのQ太郎 とびだせ! バケバケ大作戦), einer der ersten Animes mit Einsatz von 3D-Computeranimationen[1][5]
- 1987: Obake no Q-Taro: Susume! 1/100 Daisakusen (オバケのQ太郎 進め! 1/100大作戦)

## Synchronisation
| Rolle           | japanischer Sprecher (1965) (Seiyū) | Japanische Sprecher (1971) | Japanische Sprecher (1985) |
| --------------- | ----------------------------------- | -------------------------- | -------------------------- |
| Q-Taro          | Machiko Soga                        | Junko Hori                 | Fusako Amachi              |
| Shōta Ōhara     | Kazue Tagami                        | Yoshiko Ōta                | Katsue Miwa                |
| Shin’ichi Ōhara | Masako Nozawa                       | Sumiko Shirakawa           | Yū Mizushima               |
| U-ko            | -                                   | Hiroko Maruyama            | Eiko Masuyama              |
| Yoshiko Koizumi | Mariko Tsukai                       | Michiko Nomura             | Sanae Miyuki               |
| Saigō Tsuyoshi  | Kaneta Kimotsuki                    | Kaneta Kimotsuki           | Hiroshi Takemura           |
| Doronpa         | Misae Kita                          | Yoshiko Yamamoto           | Fuyumi Shiraishi           |
| P-ko            | Yōko Mizugaki                       | Kazuko Sawada              | Yuko Mita                  |

## Rezeption
Der Manga erlangte in Japan schnell große Popularität, weswegen der Verlag die Serie ungewöhnlicherweise parallel in mehreren Magazinen für verschiedene Zielgruppen laufen ließ. Die Auflage aller Magazine zusammen lag bei 5,7 Millionen. Der Erfolg der Serie führte zur baldigen Umsetzung als Fernsehserie und vielen Verträgen über Merchandising-Artikel, die dem Verlag für die damalige Zeit riesigen Profit gebracht haben. Das Erfolgsrezept, so Frederik Schodt, seien die Geschichten im allseits bekannten Alltagsleben, das durch ein einziges ungewöhnliches Element durcheinandergebracht wird und das allerlei ungewöhnliche Folgen hat.
Wie der Manga, so war auch die Fernsehserie recht schnell populär. Die Einschaltquote der ersten Serie lag zunächst bei 15 %, für damalige Verhältnisse und so auch für Produzenten und Sponsoren jedoch eine Enttäuschung. Dennoch verkauften sich die Merchandise-Artikel gut und nach einiger Zeit stiegen die Einschaltquoten auf 30 %. Dies zeigte den Sponsoren, dass sehr hohe Einschaltquoten zum Start nicht nötig waren, um den gewünschten Effekt für das Merchandise zu erzielen.